# D986 (Hérault)
De D986 is een departementale weg in het Franse departement Hérault. De weg vormt een noord-zuidverbinding vanaf Montpellier naar het achterland van Hérault. Daarmee is het een belangrijke verkeersader voor het departement en een echte verbinding tussen stad en regio.

## Routebeschrijving
Vanuit het zuiden gezien loopt de weg vanaf de D65 bij Montpellier eerst door circa 30 kilometer uitgestrekte velden Zuid-Franse garrigue. Onderweg doorkruist men het wijngebied van de Coteaux du Languedoc. De weg passeert op enkele kilometers afstand de berg Pic Saint-Loup en het regiostadje Saint-Martin-de-Londres. Vervolgens daalt de D986 sterk af (10% helling) richting de vallei van de Hérault. Vanaf Saint-Bauzille-de-Putois voert de weg nog 6 kilometer door het smalle rivierdal van de Hérault. Het vestingdorpje Laroque wordt doorkruist, waarna de weg eindigt bij Ganges op een rotonde met de D999.
Vanaf dit punt wordt de D986 onderbroken en eindigt het tracé door Hérault hier dan ook. In het departement Gard ligt een ander, volgend deel van de D986. Deze tracés maken deel uit van een interdepartementale route D986, die van Montpellier naar Mende loopt.